# Isaias Afewerki
Isaias Afewerki (más forrásokban: Isaias Afwerki) (Aszmara, 1946. február 2. –) eritreai politikus, Eritrea függetlenségének kikiáltásától, 1993. május 24-e óta az ország elnöke.

## Életpályája
A brit adminisztráció alatt lévő Aszmara Abaszhavul nevű kerületében született 1946-ban, szegény családba. Apja Szalot Afeveki is város környékéről származott és az állami dohányvállalat alkalmazottja volt, anyai ágról tigrinya származású. Fiatalkorában uralkodó természetűnek, temperamentumosnak, gyakorta erőszakosnak ismerték. Az iskolában meg is pofozta fizikatanárát, amiért az rossz jegyet adott neki.
A középiskola elvégése után (1965) felvételt nyert az Addisz-Abebábai Egyetemre, ahol mérnöknek tanulni, de 1966-ban otthagyta azt, mivel megbukott a vizsgán, ezért inkább Szudánban csatlakozott a függetlenségért küzdő Eritreai Felszabadítási Fronthoz (ELF). Társaival úgy vélte, a főként muszlimokból álló front ellenséges a keresztényekkel, ezért titkos sejtet hoztak létre. A szervezeten belül kifejezetten aggódtak, hogy Afeveki vezető szerepre törekszik. 1967-ben ötödmagával Kínába ment, hogy politikai és katonai tanulmányokat folytasson. Ott magáévá tette a maoizmus számos elemét (a személyi kultuszt leszámítva), amelynek fő mozgatórugója a teljes és megkérdőjelezhetetlen hatalom volt, amely megnyilvánult később belső ellenfeleivel való leszámolásokban.
Visszatérve Kínából szakított az ELF-fel, majd fiatalabb és tanultabb aktivistákkal, illetve más elszakadó csoportokkal együtt 1971 áprilisában megalapította az Eritreai Népi Felszabadítási Frontot (EPLF), s megválasztották az ötfős vezetőség egyikének. Még ugyanebben az évben az EPLF-en belül létrehozott egy marxista ideológiájú titkos szervezetet – pártot a párton belül –, melynek tagságán keresztül egyre inkább az ellenőrzése alá vonta az EPLF-et, míg végül 1987-ben annak főtitkárává nem választották.
Miután az EPLF harcosai 1991 elején legyőzték a jóval nagyobb etiópiai hadsereget – közel három évtizednyi háborút lezárva, az addisz-abebábai kormányzat kivonta csapatait a térségből –, és május 24-én vezetésével egy ideiglenes kormányt állítottak fel. Az év közepén megegyeztek az új etióp vezetéssel, hogy két év múlva szavazhatnak az Etiópiától való függetlenségükről, így az 1993 tavaszán megrendezett népszavazáson az eritreaiak elsöprő többséggel a függetlenségre voksoltak. Májusban a Nemzeti Tanács megválasztotta az ország elnökévé, s ebben a minőségében május 24-én hivatalosan is kikiáltotta Eritrea függetlenségét.
A háború utáni átmenet részeként az EPLF átnevezte magát, és Népi Front a Demokráciáért és Igazságért (PFDJ) néven működik tovább – az egyetlen politikai pártként az országban, amelyet a kormány elismer –, melynek továbbra is vezetője.

## Politikája
Afewerkit és kormányát a nemzetközi vélemények diktatórikusnak és totalitáriusnak tartják, továbbá az emberi jogok megsértésével is vádolják. Eritreában már 1991 óta nem tartottak semmilyen választást sem. Az Amnesty International szerint legalább 10 ezer embert vetett rezsimje börtönbe politikai okokból. Az eritreai börtönökben pedig gyakori a kínzás és vallomások kínzással történő kicsikarása. Afewerki rezsimje tagadja a vádakat és az emberjogi szervezeteket azzal vádolja, hogy a kormányzat megdöntésére törekszenek.
Eritrea elszigetelődéséhez nagy mértékben hozzájárult, ez pedig csak fokozta a kihívásokat a belügyekben is. Afeveki ezért önellátásra rendezkedett be különösen a 2010-es évek óta, ezek a lépések azonban megkérdőjelezhetők. Afeveki például nem engedélyezte az eritreai lakosság beoltását a koronavírus világjárvány idején. Az egészségügy területén kockázatos lépéseket tesz, mivel volt rá példa, hogy egy kórházat azért számolt fel teljesen, mivel az kritizálta az ő politikáját.
Afewerki külpolitikáját tekintve az utóbbi évtizedekben számos fegyveres és diplomáciai konfliktusba bonyolódott a szomszédos országokkal (Jemennel, Etiópiával és Dzsibutival). Mivel az esetek többségében Eritrea volt a kezdeményező, a nemzetközi vélemények úgy ítélik, hogy Afewerki merész kalandorkülpolitikát folytat, Eritrea pedig Afrika keleti felén a bajkeverés egyik szinonimája lett az elmúlt évtizedekben.
A függetlenség elnyerése után Etiópiával még néhány évig jó viszonyban voltak, ahol a korábbi bajtársa, a helyi ellenállási mozgalom vezéralakja Melesz Zenawi került hatalomra, ám a viszony végül a Badme körüli határvita miatt elmérgesedett, s az ENSZ ráadásul Eritrea számára hozott kedvező döntést. A viszony Zenevi halála után, Abij Ahmed regnálása és a a tigréi háború idején változott újból szövetségesivé.
Országa tényleges gazdasági helyzetét igyekszik elhallgatni, az állami büdzsé nem nyilvános, viszont ismert, hogy jelentős kölcsönöket kapott Kínától 2000 és 2018 között.
Afeveki rezsimje támogatja Szomáliában az al-Shabaab terrorszervezetet, amelynek tevékenysége jelentősen hozzájárul ahhoz, hogy az ország továbbra sem egységes. 1997-ben Eritrea még Laurent-Désiré Kabila hatalomra juttatásából is kivette a részét Zairéban.
Az utóbbi időkben Afeveki egyre hevesebben és egyre gyakran kell ki az Egyesült Államokkal szemben, továbbá elszánta közeledik a putyini Oroszországhoz és Kínához. Eritreai is azon kevés afrikai országok közé tartozik, amelyek nem ítélik el Oroszország ukrajnai háborúját, sőt a konfliktus kirobbantásával Eritrea nyíltan az amerikaiakat vádolja.

### Rendszere és az általa elkövetett visszaélések
Eritreában nem ritka, hogy a rezsim kiszolgálói is áldozatul eshetnek a diktatúrának. Történt mindez az eritreai hadsereg egykori parancsnokával Jób Feszahajéval, akit nemsokkal a függetlenség elnyerése után börtönöztek be korrupció vádjával és tárgyalásán maga Afeveki olvasta fel az ellene szóló vádiratot. Afeveki valószínűleg figyelmeztetésül szánta ezt más katonai vezetőknek. Hasonló történt Neszredin Behit nevű képviselővel is. Afeveki ugyanakkor később megbocsátot Feszahajénak és Behitnek, akikett még magas pozícióval is megjutalmazott (Behitből kereskedelmi és ipari miniszter lett). Ezt a módszert Joseph Mobutu is alkalmazta Kongóban, amelynek elve, hogy a barátokon túl az ellenségekhez is közel kell állni. Afeveki másik kedvelt módszere hatalma fenntartásához, hogy a vélt vagy valós belső ellenfelei között viszályt szít, emiatt a katonai parancsnokok és miniszterek között gyakori a késhegyre menő ellenségeskedés.
Az elnök közvetlen környezetéhez tartozó személyek (mint kegyencek) rendszerint zöld utat kapnak tisztességtelen tevékenységek végzésében, amely az egyéni vagyon gyarapítását szolgálja. Az viszont kiszámíthatlan, hogy ki válik kegyvesztetté. A kormány és az állampárt is mélyen beleveti magát a korrupcióba, gyakran szervezetten tesz tönkre üzletembereket, vagy megfélemlíti őket, hogy totális kontroll alatt maradjanak.
Szakértők szerint az ország egyre közelebb kerül az összeomláshoz, amelynek megakadályozására Afeveki újabbnál újabb megoldásokkal próbálkozik (pl. aranykitermelés beindításával), de ezeknek nincs érzékelhető hatása, lévén igen elavult a technológia, amit alkalmaznak. Hatalmát ugyanakkor mégis erősíti Robert McMullen amerikai diplomata szerint az eritreaiak erős nacionalizmusa és azon tulajdonsága, hogy már régóta hozzászoktak a nélkülözésekhez. Afeveki rezsimje hatékonyan ellenőrzi továbbá az élet minden területét Eritreában, ezért makacsul elzárkózik a reformoktól és jelentős fejlesztéseket sem hajt végre a gazdaságban, ami miatt Eritrea egyik igencsak súlyos problémája a gyenge élelmiszertermelés és az alultápláltság.

## Magánélete
Afewerkit visszafogott, csendes és szerény embernek tartják, aki egyike azon kevés afrikai diktátoroknak, akik nem alkalmaznak személyi kultuszt, sőt élesen el is ítéli azt. Afewerki ugyanakkor gyanakvó és rendkívül biztonságtudatos (néha már paranoiás), ami 30 éves katonai múltjából fakad. Amikor 1996-ban kigyulladt az a repülőgép, amin ő utazott, úgy vélte merényletkísérlet történt ellene, amelyért Zenavi etióp elnököt okolta, ez pedig tovább mérgesítette a két ország közötti viszonyt.
Korábbi munkatársa, Andebrhan Welde Giorgis elmesélte egy 2018-as interjúban, hogy Afewerki maximálisan képes visszaélni a hatalmával, ellenségeivel szemben bosszúálló attitűd jellemzi.
Fiatalkorában futballozott is, sőt Aszmarában minden csapatnál ő akart lenni a csapatkapitány a visszaemlékezések szerint.
Első felesége egy Saba Haile nevű eritreai nő volt, akivel együtt harcoltak a függetlenségi háborúban. Három gyermeke született tőle: Abraham, Elizeus és Berhane. Második felesége Arsema Mehari, akitől egy fia, Daniel van. Családjával gyakran nem felhőtlen a kapcsolata, gyerekeivel szemben sokszor agresszív, különösen Ábrahámmal, míg Berhanéval éveken át nem beszélt. Állítólag Berhane megpróbált emiatt elmenekülni az országból, de a határon feltartóztatták.
Családja nem vesz részt a politikában, inkább távol marad tőle és Afeveki nem beszél nyilvánosan a családi ügyeiről. Ábrahám fia esküvőjét is egyszerű módon, belső családi-baráti körben tartották meg a fővárosban.
Közvetlen környezetében Isu-nak becézik, bár ezen a néven már feltűnt a médiában is.
Ellentmondást nem tűrő személyiség, aki, ha nem értenek vele egyet, akkor megszakítja a további vitát és távozik. Beosztottjait és akár neves, rangos személyeket is verbálisan sérteget, terrorizál. 2008-ban az amerikai nagykövetség tisztviselőivel vacsorázott, ahol szóba került, hogy felesége cseresznyeparadicsomot termeszt, ám a terméssel Afeveki elégedetlen volt, mert azok nem nőttek elég nagyra. Amikor a vacsoravendégek közölték vele, hogy ez a fajta általában kisméretű, Afeveki mérgesen kiviharzott a teremből. Több volt munkatársa szerint is szinte lehetetlen volt meggyőzni egy-egy kérdésben álláspontja megváltoztatásáról, olyankor mindig igen agresszívan reagált. Igencsak zokon vette azt is, amikor az Eritreai Nők Nemzeti Szövetségének elnöke Luel Ghebreab közvetített a férje és egy vele viszálykodó vezérőrnagy között. Erre válaszul Afeveki megfosztotta posztjától Ghebreabot és meg is alázta (három évvel később szokásához híven munkaügyi és jóléti miniszteri poszttal kárpótolta).
Arcának másik oldala ugyanakkor manipulatív és számító jellemre vall, amit főleg a politikában kamatoztat, s elemzők szerint épp ezt a célt szolgálta az Etiópiával való újbóli békekötés, amellyel országa elszigeteltségét igyekezett még csökkenteni. Vélemények szerint ez és a tigréi háborúban játszott szerepe ismét afféle királycsináló lépés, mint amilyen 1993-ban volt Zenavi hatalomra kerülésekor Etiópiában.
Bár az elnök egészségi állapotáról kevés megbízható forrás van, de egyes beszámolók szerint 2008 már egyre többet betegeskedik, ez viszont nem hátráltatja, sőt még elszántabbá és paranoiásabbá teszi, amiatt még közvetlenebbül akar irányítani mindent és mindenkit. Dzsibuti külügyminisztere 2009-ben kifejezte aggodalmát Afeveki szellemi és elmeállapotát illetően.
Afewerki ortodox keresztény vallású.